# Jak-130
Jak-130 (ros. Як-130) – rosyjski samolot szkolno-treningowy, powstały w biurze konstrukcyjnym Jakowlewa. Jego pierwszy lot odbył się 26 kwietnia 1996 roku. Jak-130 został pierwszy raz pokazany publicznie na paryskich pokazach lotniczych w 2005 roku.

## Historia rozwoju

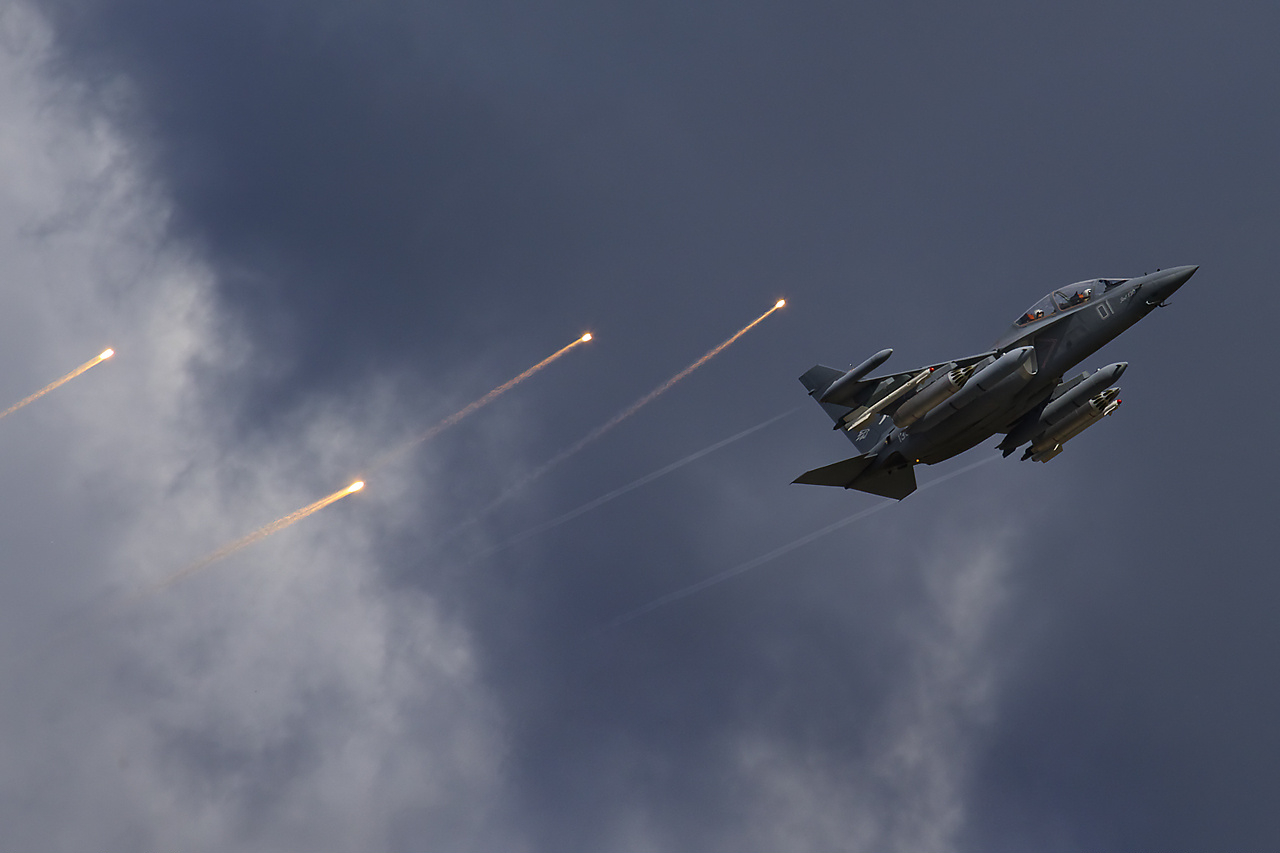
Pokaz lotniczy MAKS-2009

W 1991 roku, w związku ze starzeniem się używanych przez Rosję Aero L-39 Albatros, rozpoczęto program budowy nowego samolotu szkolno-treningowego dla WWS Rosji. Do konkursu stanęły cztery biura konstrukcyjne: Mikojana i Gurewicza, Suchoja, Miasiszczewa i Jakowlewa. Tylko dwa kontynuowały swoje programy – MiG z MiG-AT oraz Jakowlew z Jak-130. W 1993 roku do firmy Jakowlew dołączyła włoska Aermacchi, które zaczęły współpracę, by stworzyć wspólny samolot szkolenia zaawansowanego. Bazą do jego powstania był opracowywany już od dwóch lat Jak-130.
Włoska firma miała być odpowiedzialna za dostosowanie samolotu do wymagań zachodnich odbiorców, zgodność ze standardami NATO oraz marketing na zachodnich rynkach. W 2000 roku nastąpił podział kooperantów – Włosi za 77 mln USD otrzymali pełną dokumentację techniczną, co pozwoliło im kontynuować prace samodzielnie, a Rosjanie – dzięki pozyskanym tak funduszom – kontynuowali prace nad Jak-130. W wyniku podziału powstały: Jak-130 oraz Aermacchi M-346.
26 kwietnia 1996 roku oblatano pierwszy prototyp, a 30 kwietnia 2004 r. pierwszy samolot przedseryjny, wyprodukowany w Niżnym Nowogrodzie (nr 01). W 2008 roku dołączyły trzy dalsze. Pierwszy seryjny Jak-130 (nr 90) został oblatany 19 maja 2009. W grudniu 2009 samolot ukończył próby państwowe.

## Służba

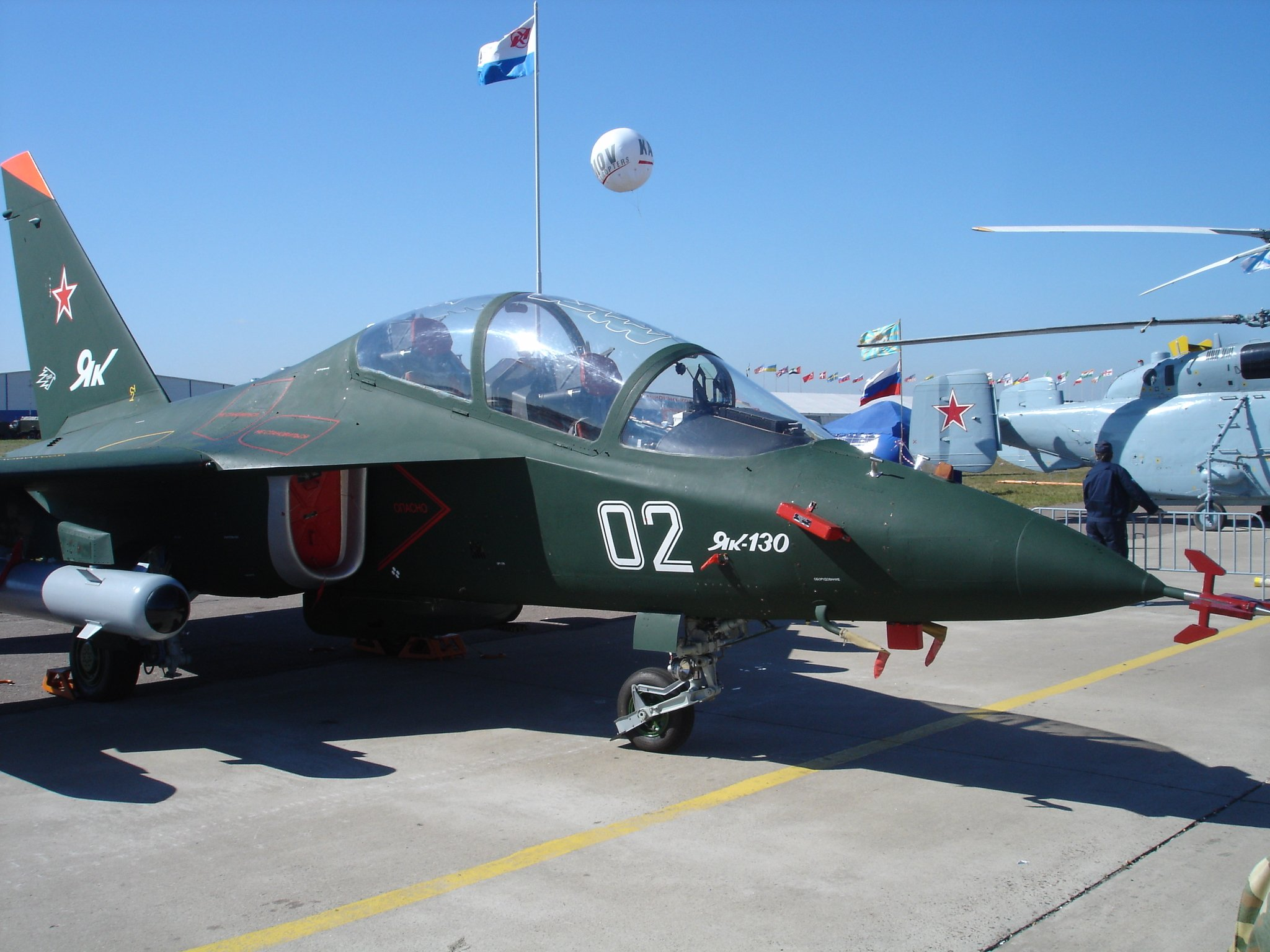
Jak-130 na pokazach MAKS 2005

W 2005 roku Rosyjskie Siły Powietrzne zamówiły 12 samolotów. Pierwszy seryjny Jak-130 został dostarczony do ośrodka szkolenia w Lipiecku 19 lutego 2010. Po eksploatacji doświadczalnej, seryjne samoloty mają być najpierw używane w szkole w Krasnodarze. Oprócz pierwszej serii, Rosja planowała zakup co najmniej dalszych 62 sztuk.
W marcu 2006 Algieria zamówiła 16 samolotów Jak-130, z których pierwszy został oblatany w 2009 roku. W styczniu 2010 sześć samolotów zamówiła Libia, jednak umowa przestała obowiązywać po wprowadzeniu przez ONZ w lutym 2011 embarga na dostawy uzbrojenia do Libii w czasie trwającej tam wojny domowej. Wersja eksportowa, oznaczona Jak-130.11, odróżnia się wyposażeniem i jest produkowana w Irkucku (w zakładzie korporacji Irkut, która kupiła biuro Jakowlewa).
Syria od 2010 negocjuje kontrakt dotyczący dostawy 36 Jak-130 o wartości 550 mln USD, ale z powodu trwającej od marca 2011 wojny domowej dostawy uzbrojenia zostały zakazane.
Pod koniec 2012 roku Białoruś zamówiła cztery samoloty, które zostały dostarczone w kwietniu 2015 roku. Samoloty o numerach taktycznych 71, 72, 73 i 74 przekazano do 116. Bazy Lotnictwa Szturmowego stacjonującej na lotnisku w Lidzie. 26 sierpnia 2015 podpisano umowę na dostarczenie dodatkowych 4 samolotów.
28 stycznia 2014 roku upubliczniono informację o zawarciu kontraktu z Bangladeszem, który kupi szesnaście maszyn z opcją na kolejne dziesięć maszyn. 6 grudnia 2015 roku miała miejsce uroczystość przejęcia na uzbrojenie pierwszych sześciu zamówionych samolotów.
W lutym 2017 roku rozpoczęły się dostawy Jaków-130 dla sił zbrojnych Mjanmy.

## Wypadki
Do pierwszego wypadku samolotu doszło 26 lipca 2006 roku. Wkrótce po starcie z lotniska w obwodzie riazańskim, przedseryjny Jak-130 (nr 03) wpadł w korkociąg i rozbił się. Piloci zdołali się katapultować bez poważniejszych obrażeń. Przyczyną wypadku była awaria układu sterowania.
Do drugiego wypadku doszło 29 maja 2010 roku w Ośrodku zastosowania bojowego i przeszkalania kadry latającej WWS FR w Lipiecku, gdzie trwa doświadczalna eksploatacja Jaków-130. Samolot rozbił się tuż po starcie – piloci katapultowali się.
Kolejna katastrofa samolotu Jak-130 miała miejsce 5 maja 2021 pod Baranowiczami na Białorusi. Samolot pochodził z bazy lotniczej w Lidzie. Obydwaj piloci katapultowali się, jednak zginęli na miejscu.